# Beat Koch
Beat Koch (* 27. Juli 1972 in Langnau im Emmental) ist ein ehemaliger Schweizer Skilangläufer.

## Werdegang
Koch, der für den SC Marbach startete, lief im Dezember 1993 in Davos sein erstes von insgesamt 36 Weltcupeinzelrennen, welches er auf dem 119. Platz über 15 km Freistil beendete. Seine ersten Weltcuppunkte holte er im März 1997 in Oslo mit dem 28. Platz über 50 km Freistil. Bei den Olympischen Winterspielen 1998 in Nagano belegte er den 53. Platz über 30 km klassisch, den 17. Rang über 10 km klassisch und den sechsten Platz mit der Staffel. Im folgenden Jahr kam er bei den Nordischen Skiweltmeisterschaften 1999 in Ramsau am Dachstein jeweils auf den 36. Platz über 10 km klassisch und in der anschliessenden Verfolgung, auf den 22. Rang über 50 km klassisch und auf den neunten Platz mit der Staffel. Bei den Nordischen Skiweltmeisterschaften 2001 in Lahti gelang ihm der 51. Platz über 30 km klassisch und der 36. Rang über 15 km klassisch. Im Januar 2003 erreichte er in Oberstdorf mit dem 17. Platz im 15-km-Massenstartrennen seine beste Platzierung im Weltcupeinzel. Bei den Nordischen Skiweltmeisterschaften 2003 im Val di Fiemme belegte er den 33. Platz über 15 km klassisch, den 16. Rang im 30-km-Massenstartrennen und den fünften Platz mit der Staffel. In Oberstdorf im Februar 2005 kam er bei den Nordischen Skiweltmeisterschaften auf den 15. Platz mit der Staffel. Sein letztes Weltcuprennen lief er im Februar 2006 in Davos und belegte dabei den 74. Platz über 15 km klassisch.
Koch wurde im Jahr 1997 Schweizer Meister über 10 km und im Jahr 1999 Meister über 30 km. Zudem siegte er 12-mal mit der Marbacher Staffel. Nach der Saison 2005/06 beendete er seine Karriere.

## Erfolge

### Teilnahmen an Weltmeisterschaften und Olympischen Winterspielen

#### Olympische Winterspiele
- 1998 Nagano: 6. Platz Staffel, 17. Platz 10 km klassisch, 53. Platz 30 km klassisch

### Nordische Skiweltmeisterschaften
- 1999 Ramsau: 9. Platz Staffel, 22. Platz 50 km klassisch, 36. Platz 10 km klassisch, 36. Platz 25 km Verfolgung
- 2001 Lahti: 36. Platz 15 km klassisch, 51. Platz 30 km klassisch
- 2003 Val di Fiemme: 5. Platz Staffel, 16. Platz 30 km klassisch Massenstart, 33. Platz 15 km klassisch
- 2005 Oberstdorf: 15. Platz Staffel

### Medaillen bei nationalen Meisterschaften
- 1991: Gold mit der Staffel
- 1992: Gold mit der Staffel
- 1993: Gold mit der Staffel
- 1994: Gold mit der Staffel
- 1995: Gold mit der Staffel
- 1996: Gold mit der Staffel, Silber über 50 km klassisch
- 1997: Gold über 10 km klassisch, Gold mit der Staffel, Silber in der Verfolgung
- 1998: Gold mit der Staffel, Silber über 30 km klassisch, Bronze über 10 km klassisch
- 1999: Gold über 30 km klassisch, Gold mit der Staffel
- 2000: Gold mit der Staffel
- 2001: Gold mit der Staffel
- 2002: Silber mit der Staffel, Silber über 50 km klassisch
- 2003: Gold mit der Staffel, Bronze in der Doppelverfolgung

## Platzierungen im Weltcup

### Weltcup-Statistik
Die Tabelle zeigt die erreichten Platzierungen im Einzelnen.
- 1.–3. Platz: Anzahl der Podiumsplatzierungen
- Top 10: Anzahl der Platzierungen unter den ersten zehn
- Punkteränge: Anzahl der Platzierungen innerhalb der Punkteränge
- Starts: Anzahl gelaufener Rennen in der jeweiligen Disziplin
- Hinweis: Bei den Distanzrennen erfolgt die Einordnung gemäss FIS.

| Platzierung         | Distanzrennen a | Distanzrennen a | Distanzrennen a | Distanzrennen a | Distanzrennen a | Skiathlon Verfolgung | Sprint | Etappen- rennen b | Gesamt | Team c | Team c  |
| Platzierung         | ≤ 5 km          | ≤ 10 km         | ≤ 15 km         | ≤ 30 km         | > 30 km         | Skiathlon Verfolgung | Sprint | Etappen- rennen b | Gesamt | Sprint | Staffel |
| ------------------- | --------------- | --------------- | --------------- | --------------- | --------------- | -------------------- | ------ | ----------------- | ------ | ------ | ------- |
| 1. Platz            |                 |                 |                 |                 |                 |                      |        |                   |        |        |         |
| 2. Platz            |                 |                 |                 |                 |                 |                      |        |                   |        |        |         |
| 3. Platz            |                 |                 |                 |                 |                 |                      |        |                   |        |        |         |
| Top 10              |                 |                 |                 |                 |                 |                      |        |                   |        |        | 3       |
| Punkteränge         |                 |                 | 3               |                 | 3               |                      |        |                   | 6      |        | 10      |
| Starts              |                 | 5               | 13              | 9               | 3               | 6                    |        |                   | 36     |        | 10      |
| Stand: Karriereende |                 |                 |                 |                 |                 |                      |        |                   |        |        |         |

### Weltcup-Gesamtplatzierungen
| Saison  | Gesamt | Gesamt | Distanz | Distanz |
| Saison  | Punkte | Platz  | Punkte  | Platz   |
| ------- | ------ | ------ | ------- | ------- |
| 1996/97 | 3      | 96.    | 3       | 61.     |
| 1998/99 | 12     | 84.    | 9       | 57.     |
| 2002/03 | 19     | 92.    | –       | –       |
| 2004/05 | 1      | 157.   | 1       | 100.    |